# سي بي يو زيد
يعتبر سي بي يو زيد (بالإنجليزية: CPU-Z)‏ تطبيقًا مجانيًا لنظام مراقبة لنظام ميكروسوفت ويندوز وأندرويد الذي يكتشف وحدة المعالجة المركزية وذاكرة الوصول العشوائي وشريحة اللوحة الأم وميزات الأجهزة الأخرى للكمبيوتر الشخصي الحديث أو جهاز أندرويد.

## ميزات
تعد سي بي يو زيد أكثر عمقًا مقارنةً بالأدوات المتوفرة في نظام التشغيل ويندوز لتحديد مكونات الأجهزة المختلفة، وبالتالي تساعد في تحديد مكونات معينة دون الحاجة إلى فتح الحالة لا سيما مراجعة الأساسية ومعدل ساعة الذاكرة العشوائية RAM. كما يوفر معلومات حول جي بي يو GPU للنظام.
لدى وحدة المعالجة المركزية (CPU-Z) القدرة على اكتشاف ميزات الأجهزة مباشرة، مثل القدرة على الوصول إلى بيانات SPD وقراءتها وعرضها من وحدات الذاكرة. القدرة على توثيق سرعة الساعة يجعلها أداة لرفع تردد التشغيل على اللوحة الأم، كطريقة لإثبات سرعات وحدة المعالجة المركزية التي حققتها التجارب المختلفة.

## وصلات خارجية
- الموقع الرسمي